# 阿纳姆航天中心
12°22′53″S 136°48′50″E / 12.38139°S 136.81389°E
阿纳姆航天中心（英語：Arnhem Space Centre）是澳大利亚第一个也是唯一的商业航天发射中心，航天中心位于澳大利亚北领地东阿纳姆地区的戈夫半岛紐倫拜镇附近。由于该地点在赤道以南约12度的位置，适合成为航天发射中心。
阿纳姆航天中心由澳大利亚赤道发射公司（ELA）拥有和运营。

## 设施
阿纳姆航天中心可以进行亚轨道太空飞行和小型轨道飞行的发射，由于靠近赤道的位置，更适合向东进行轨道发射，因为地球的自转可以提供额外的速度。

## 发射
2022年6月26日，美国国家航空航天局（NASA）在该中心发射火箭，这也是NASA首次在美国以外的商业发射中心进行发射。
NASA计划在2022年7月在该中心进行2次发射。